# Kyr

Le symbole kyr, relativement commun dans les ouvrages en anglais traitant de géologie ou d'astronomie, désigne une unité de mesure servant à compter les multiples de 1 000 ans ou d'un millénaire. La lettre « k » est le préfixe du Système international d'unités kilo (milliers), alors que « yr » est une abréviation de year (« année »).
Parfois la lettre « k » est remplacée par « K » (par exemple, « 100 Kyr »), ce qui est une erreur. Le symbole « kyr » est parfois considéré comme incorrect, certains lui préfère « ky ». La norme ISO 31-1 recommande d'utiliser « ka » pour kiloannum, ce qui élimine un biais linguistique.